# Naturschutzgebiet 3 Feuchtwaldparzellen nördlich des Spulberg
Das Naturschutzgebiet 3 Feuchtwaldparzellen nördlich des Spulberg mit einer Größe von 3 ha lag nordöstlich von Holzen im Stadtgebiet von Arnsberg im Hochsauerlandkreis. Es wurde 1998 mit dem Landschaftsplan Arnsberg durch den Hochsauerlandkreis als Naturschutzgebiet (NSG) ausgewiesen. Das NSG bestand aus drei Teilflächen, die 1,7 ha, 0,8 ha und 0,5 ha groß sind. Seit 2021 gehört die Fläche des NSG zum Naturschutzgebiet Luerwald.

## Gebietsbeschreibung
Im NSG handelte es sich um drei Erlenwaldflächen.

## Schutzzweck
Das NSG soll die Waldgebiete mit Arteninventar schützen. Wie bei allen Naturschutzgebieten in Deutschland wurde in der Schutzausweisung darauf hingewiesen, dass das Gebiet „wegen der Seltenheit, besonderen Eigenart und Schönheit des Gebietes“ zum Naturschutzgebiet erklärt wurde.